# Clarendon (Schriftart)

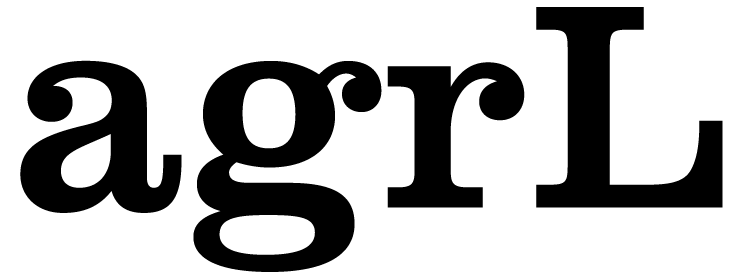
Die Clarendon besitzt ausgeprägte Tropfen und große, betonte Serife.

Die Clarendon ist eine Schriftart, die 1845 von Benjamin Fox für Robert Besley & Co. in London geschnitten wurde. Fox benannte seine Original-Clarendon nach dem Universitätsverlag Clarendon Press in Oxford. Von den Serifenbetonten Schriften nimmt die Clarendon am deutlichsten Bezug auf die Klassizistische Antiqua. Trotz der kräftigen Serifen hat sie immer noch ein ausgeprägtes Dick-Dünn in den Strichstärken. Typisch für Egyptienne-Schriften besitzt die Clarendon deutliche, kräftige Serifen. Auffällig sind die ausgeprägten „Tropfen“ beispielsweise beim a, r oder g. Sie ist dadurch gut lesbar und kann sowohl in Überschriften als auch im Mengentext mit gutem Ergebnis verwendet werden.  
Die Clarendon kam in Deutschland 1850 von der Bauerschen Schriftgießerei auf den Markt. 1953 wurde sie von Hermann Eidenbenz überarbeitet und von Linotype veröffentlicht. Sie besitzt einen zeitlosen Stil, durch den sie vielfältige Verwendung findet und immer wieder gerne aufgegriffen wird.

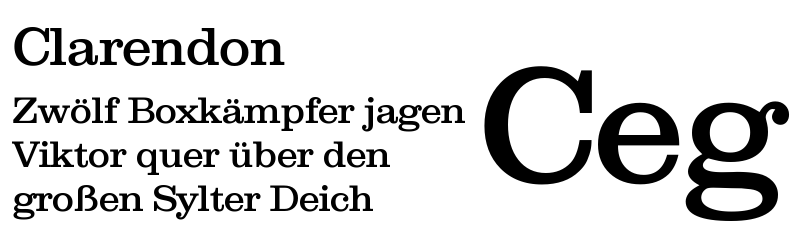
Schriftbeispiel der Clarendon
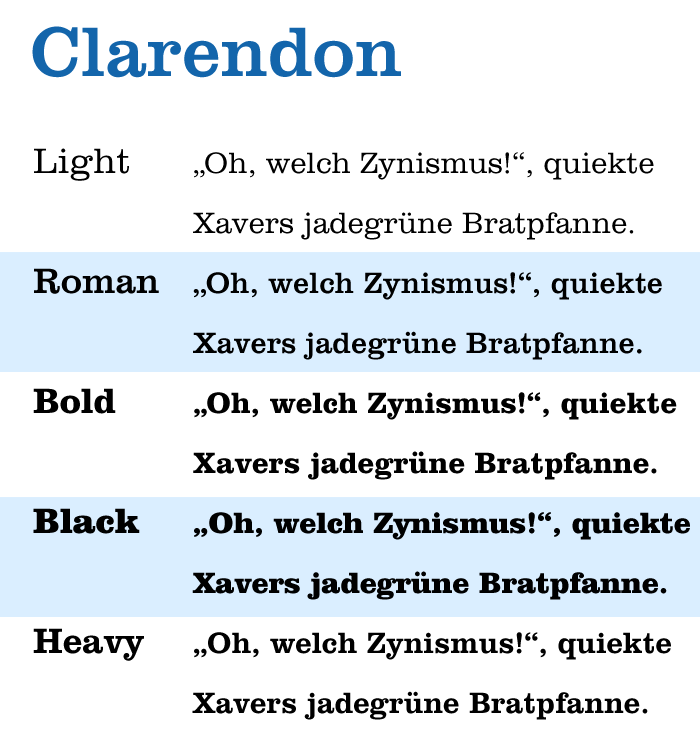
Schriftbeispiel der verschiedenen Schnitte der Clarendon
Bekannt auch als Posterschriftart für den James-Bond-Film Goldfinger
Clarendon als Haus- und Logoschrift der Frankfurter Volksbank

## Klassifikation der Schrift
- Nach DIN 16518 kategorisiert man die Clarendon in der Gruppe Va (Serifenbetonte Linear-Antiqua, abgeleitet von der Klassizistischen Antiqua).
- Hans Peter Willberg würde sie in seiner Klassifikationsmatrix als statische Egyptienne, Clarendonartige einordnen.